# Cultura magribí de les coves
La cultura magribí de les coves apareix al Magrib cap al 3000 aC.
Es troba una mica de ceràmica, ous d'estruç i indústries òssies, posteriors a l'època anomenada dels clotxers (menjadors de cargols) pròpia del Capsià neolític. L'aparició d'aquesta cultura magribí de les coves deriva probablement de l'arribada d'estrangers, ja que la ceràmica denota una influència estrangera, especialment al Marroc.
Vegeu també neolític al Magrib.